# (14338) Shibakoukan
(14338) Shibakoukan est un astéroïde de la ceinture principale.

## Description
(14338) Shibakoukan est un astéroïde de la ceinture principale. Il fut découvert le 14 novembre 1982 à Kiso par Hiroki Kosai et Kiichiro Hurukawa. Il présente une orbite caractérisée par un demi-grand axe de 2,94 UA, une excentricité de 0,05 et une inclinaison de 13,6° par rapport à l'écliptique.

## Compléments